# Carlos Bernegger
Carlos Bernegger (Bell Ville, 9 maart 1969) is een Zwitsers-Argentijns voetbalcoach en voormalig voetballer.

## Carrière
Bernegger had geen succesvolle spelersloopbaan doordat hij in 1993 zijn ligamenten scheurde en er een eind kwam aan het voetballen. Hij speelde van 1987 tot 1991 voor CA Belgrano. In 1991 maakte hij de overstap naar het Zwitserse FC Winterthur waar hij bleef spelen tot aan zijn blessure in 1993.
Bernegger ging aan de slag met de jeugd van FC Winterthur, in 1997 was hij even hoofdcoach van de ploeg. Hierna trainde hij nog de jeugdploegen van Grasshopper van 2000 tot 2007. Bij Grasshopper viel hij meermaals in als interim-coach (2003, 2004, 2007) na het ontslag van de hoofdtrainer en was er assistent-coach in 2003 onder Marcel Koller. Van 2008 tot 2013 was hij aan de slag in de jeugdwerking van FC Basel. In 2013 werd hij hoofcoach van FC Luzern tot in 2014. Van 2016 tot 2017 was hij U21 coach bij Grasshopper en nadien van maart tot augustus als interim hoofdcoach.
In 2018 werd hij assistent-coach bij FC Basel onder Marcel Koller, hij bleef bij de club tot in 2020. Hij werd in 2020 benoemt tot hoofdtrainer bij FC Thun waar hij na het seizoen 2021/22 moest vertrekken.

## Privéleven
De grootouders van Bernegger emigreerden na de Tweede Wereldoorlog van St. Gallen, Zwitserland naar Argentinië. Hij verkoos na zijn eerste twee seizoenen in Zwitserland er te blijven wonen.